# Lepidasthenia ocellata
Lepidasthenia ocellata  (лат.) — вид морских многощетинковых червей семейства Polynoidae из отряда Phyllodocida.

## Распространение
Тихий океан: юго-восточное побережье Японии и Корейский пролив, Жёлтое море. Lepidasthenia ocellata встречается на глубинах — от 90 до 100 м.

## Описание
Длина тела до 38 мм при ширине — до 4 мм (вместе со щетинками). Глаза крупные. Пальпы заострённые. Все элитры примерно одинакового размера. Сегментов около 80.. Пальпы гладкие Циррофоры и элитрофоры короткие. Нотоподия недоразвитая. Головная лопасть с тремя щупальцами (одно медиальное и два латеральных). Простомиум разделён медиальным желобком на две части. Параподии двуветвистые. Все щетинки (сеты) простые
.